# Pierre II d'Alençon
 (février 2009).
Si vous disposez d'ouvrages ou d'articles de référence ou si vous connaissez des sites web de qualité traitant du thème abordé ici, merci de compléter l'article en donnant les références utiles à sa vérifiabilité et en les liant à la section « Notes et références ».
Pour les articles homonymes, voir Pierre d'Alençon.
Pierre II de Valois, né en 1340, mort à Argentan le 20 septembre 1404, comte d'Alençon, du Perche et de Porhoët, fils de Charles II d'Alençon, comte d'Alençon et du Perche, et de Marie de la Cerda, petite-fille de Ferdinand de Castille-La Cerda et de Blanche de France. Descendant de Saint Louis, il est son arrière-arrière-petit-fils.

## Biographie
Pierre II de Valois naît en 1340, fils cadet de Charles II d'Alençon, comte d'Alençon et du Perche, et de Marie de la Cerda.
Armé chevalier en 1350, il est l'un des otages envoyés en 1360 en Angleterre en échange du roi Jean II le Bon, fait prisonnier à Poitiers en 1356. Il ne revient en France qu'en 1370. La même année, il achète le fief de Châteauneuf-en-Thymerais à Robert de Pont-Audemer.
Il s'engage sous les ordres du duc de Berry et combat en Aquitaine avec son frère cadet Robert, contre les Anglais. Ils prennent Limoges, mais échouent devant Usson (1371). Il combat ensuite en Bretagne avec Du Guesclin, et est blessé durant l'assaut d'Hennebont (dans l'actuel Morbihan).
En 1382 il rénove le château de Domfront qui devenu sa possession par l'union de la vicomté de Domfront au comté d'Alencon en 1367. Grâce à ces rénovations, le château résistera aux attaques du Duc de Bourgogne en 1412.
En 1386, il sera impliqué dans l'affaire Carrouges-le Gris, où il doit trancher une première fois le litige entre son chambellan, le chevalier Jean de Carrouges et son favori, l'écuyer Jacques Le Gris. Cette affaire s'achèvera par un duel judiciaire.
Quelques années plus tard, en 1388, il accompagne Charles VI dans une expédition contre Guillaume VI, duc de Gueldre et de Juliers.
Il fait, en 1401, un accord avec Guy XII de Laval, seigneur de Laval pour délimiter leurs juridictions réciproques.
Il meurt à Argentan le 20 septembre 1404 et est inhumé à la chartreuse du Val-Dieu, à Feings. Ses restes exhumés en 1865 des ruines de la chapelle de l'abbaye ont été déplacés dans la crypte de l’église du Pin-la-Garenne dans le Perche. Ils ont été redécouverts puis réinhumés dans la chapelle dite « des Combattants » de l'église en 2017 par l'association « Pin Patrimoine et Nature ».

## Mariage et enfants
Il épouse le 10 octobre 1371 Marie Chamaillard (° v. 1345  - † Argentan 18 novembre 1425), vicomtesse de Beaumont-au-Maine, Fresnay et Sainte-Suzanne, fille de Guillaume Chamaillard, sire d'Anthenaise (v. 1320-1391) et de Marie de Beaumont-Brienne (v. 1325-1372) elle-même vicomtesse de Beaumont-au-Maine, Fresnay et Sainte-Suzanne, héritière de la famille de Beaumont. Ils ont 8 enfants :
- Marie (1373-1417), mariée à Paris en 1390 à Jean VII d'Harcourt († 1452), comte d'Harcourt et d'Aumale et baron d'Elbeuf ;
- Pierre (1374-1375) ;
- Jean (1375-1376) ;
- Marie (1377-1377) ;
- Jeanne (1378-1403) ;
- Catherine (1380-1462), mariée en 1411 à Pierre d'Evreux (1366-1412), infant de Navarre, comte de Mortain puis, devenue veuve, en 1413 à Louis VII de Bavière (1365-1447) ;
- Marguerite (1383-après 1400), nonne à Argentan ;
- Jean Ier le Sage (1385 - † Bataille d'Azincourt 1415), comte puis duc d'Alençon (1415).

Il a eu aussi un fils illégitime :
- Pierre bâtard d'Alençon, seigneur d'Aunou, sans alliance.

## Sépulture
Décédé à Argentan le 20 septembre 1404, Pierre II de Valois est enterré à la chartreuse du Val-Dieu, à Feings. Toutefois, le 19 novembre 1865, ces cendres furent exhumés par le baron Patu de Saint-Vincent, propriétaire du château de la Pellonnière du Pin-la-Garenne et membre de la Société des antiquaires de Normandie, puis inhumés provisoirement dans la crypte de l'église Saint-Barthélémy de la commune du Pin-la-Garenne. Toutefois, à la suite de la disparition des témoins, les restes humains se firent oublier.
Le 2 octobre 2013, des ossements humains, qui appartiendraient à Pierre II de Valois, ont été découverts dans la crypte de l'église, en présence des administrateurs des Amis du Perche de l'Orne,, et après accord du maire de la commune. D'autres recherches scientifiques, notamment par l'ADN, doivent être entreprises dans les mois à venir, pour confirmer ou infirmer l'identité de Pierre II. Le 22 mars 2017, les ossements de Pierre II ont été réinhumées au sein de la chapelle des combattants de l'église Saint-Barthélémy (anticipant la cérémonie officielle du 18 novembre 2017),.

## Héraldique
| Figure | Blasonnement                                                                                |
|        | D'azur semé de fleurs de lys d'or à la bordure de gueules chargée de huit besants d'argent. |

### Filmographie
Dans le film américano-britannique Le Dernier Duel (The Last Duel) (2021), adapté de l'essai-récit éponyme d'Éric Jager, paru en 2015 et réalisé par Ridley Scott, son rôle est tenu par Ben Affleck.